# 新野幸次郎
新野 幸次郎（にいの こうじろう、1925年5月13日 - 2020年12月13日）は、日本の経済学者。神戸大学名誉教授。神戸大学第9代学長。

## 経歴
鳥取県八頭郡八東町（現・八頭町）の商家の二男として生まれる。鳥取県立商業学校（現・鳥取県立鳥取商業高等学校）から、1943年に兵庫県立神戸高等商業学校（現・兵庫県立大学）に進学するも、太平洋戦争中で勉強ができず、1946年に神戸経済大学（現・神戸大学）に進んだ。同大学で宮田喜代蔵に師事し、1949年に卒業。卒業と同時に文部教官に任官し、神戸大学経済学部助手となり、1952年講師、1953年助教授を経て、1963年に教授に就任した。1976-1978年に経済学部長兼経済学研究科長、1985-1991年に学長を務めた。1991年に退任し、名誉教授となるとともに、神戸都市問題研究所所長（のちに理事長）に就任。阪神・淡路大震災発生後には阪神・淡路震災復興戦略ビジョンの取りまとめにあたった。
この間、1986年に神戸市文化賞を受賞。2000年、勲二等旭日重光章受章。
日本学術会議会員。日本経済政策学会会長。
2020年12月13日午前0時32分、急性白血病のため神戸市内の病院で死去した。満95歳没。

## 著書
- 『現代市場構造の理論』新評論<現代経済学叢書>、1968年
- 『産業組織政策』新評論、1970年
- 『日本経済の常識と非常識』大阪書籍<朝日カルチャーブックス>、1982年
- 『六甲台から 大学と学生と現代社会』神戸新聞総合出版センター、1991年

### 共編著
- 『ケインズ経済学』（置塩信雄共著） 三一書房、1957年
- 『寡占の経済学』（馬場正雄共編） 日本経済新聞社、1969年
- 『寡占経済論』（伊東光晴共編） 有斐閣双書、1970年
- 『経済政策』全3巻（加藤寛・中村秀一郎共編）有斐閣双書、1971年
- 『現代経済をみる眼』（相原光・力石定一とともに執筆者代表）有斐閣選書、1971年
- 『管理価格 現代の価格機構を考える』（宮崎義一共編） 有斐閣選書、1972年
- 『現代経済体制論 経済の発展と体制の未来を探る』（宮沢健一・斎藤謹造共編）有斐閣選書、1973年
- 『現代日本経済論 発展の主体と機構を探る』（宮沢健一・斎藤謹造共編） 有斐閣選書、1973年
- 『経済学と現代 近代経済学の課題と手法を探る』（宮沢健一・斎藤謹造共編）有斐閣選書、1974年
- 『経済政策論 目的と手段の現代的選択』（尾上久雄共編）有斐閣大学双書、1975年
- 『現代経済の常識』（三木谷良一・伊賀隆・村上敦共著）有斐閣新書、1977年
- （編著）『新・現代経済をみる眼 国際化時代の視点に立って』有斐閣選書、1982年
- （編著）『アーバンリゾートの誕生 21世紀の都市戦略』勁草書房、1994年